# النبي (كتاب)
النبي (1923) أشهر كتب جبران كتبه بالإنجليزية وترجم إلى أكثر من خمسين لغة، وهو يعتبر بحق رائعة جبران العالمية، مضمونه اجتماعي، مثالي وتأملي فلسفي، وهو يحوي خلاصة الآراء الجبرانية في الحب والزواج والأولاد والبيوت والثياب والبيع والشراء والحرية والقانون والرحمة والعقاب والدين والأخلاق والحياة والموت واللذة والجمال والكرم والشرائع وغيرها، وقد وردت على لسان نبي سمي «المصطفى» ورسالة النبي رسالة المتصوف المؤمن بوحدة الوجود، وبأن الروح تتعطش للعودة إلى مصدرها، وبأن الحب جوهر الحياة. وفي كتاب النبي يعبر جبران عن آرائه في الحياة عن طريق معالجته للعلاقات الإنسانية التي تربط الإنسان بالإنسان.
حمل جبران بذور هذا الكتاب في كيانه منذ طفولته. وكان قد غيّرَ عنوانه أربع مرات قبل أن يبدأ بكتابته. وفي تشرين الثاني 1918، كتب إلى مي زيادة يقول: «هذا الكتاب فكرت بكتابته منذ ألف عام.». ومن عام 1919 إلى عام 1923، كرس جبران جل وقته لهذا العمل، الذي اعتبره حياته و«ولادته الثانية». وساعدته ميري هاسكل في التصحيحات، إلى أن وجد عام 1923 أن عمله قد اكتمل، فدفعه إلى النشر، ليظهر في أيلول العام نفسه.
النبي كتاب متميز  من حيث أسلوبه وبنيته ونغمية جمله، وهو غني بالصور التلميحية، والأمثال، والجمل الاستفهامية الحاضة على تأكيد الفكرة نفسها، من يستطيع أن يفصل إيمانه عن أعماله، وعقيدته عن مهنته؟ أو ليس الخوف من الحاجة هو الحاجة بعينها؟
أمكن أيضاً إيجاد تشابه بين النبي وهكذا تكلم زرادشت لـنيتشه. من المؤكد أن جبران قرأ كتاب المفكر الألماني، وثمّنه. اختار كلاهما حكيماً ليكون لسان حاله. الموضوعات التي تطرقا إليها في كتابيهما متشابهة أحياناً: الزواج، والأبناء، والصداقة، والحرية، والموت... كما نعثر على بعض الصور نفسها في العملين، كالقوس والسهم، والتائه... مع ذلك، ففي حين تتسم الكتابة النيتشوية برمزية شديدة وفصاحة تفخيمية، تمتاز كتابة «النبي» بالبساطة والجلاء وبنفحة شرقية لا يداخلها ضعف. ونيتشه أقرب بكثير إلى التحليل الفلسفي من جبران، الذي يؤثر قول الأشياء ببساطة.
النبي هو كتاب في التفاؤل والأمل. وبطريقة شاعرية، وأسلوب سلس، يقدم لنا جبران فيه برسالة روحية تدعونا إلى تفتح الذات و«إلى ظمأ أعمق للحياة».
ماذا يقول لنا جبران في «النبي» على لسان حكيمه؟. عندما طلبت منه المطرة، المرأة العرافة، خطبة في المحبة، قال: "المحبة لا تعطي إلا نفسها، ولا تأخذ إلا من نفسها. المحبة لا تملك شيئاً، ولا تريد أن يملكها أحد، لأن المحبة مكتفية بالمحبة". ولما طلبت رأيه في الزواج، أجاب: "قد ولدتم معاً، وستظلون معاً إلى الأبد. وستكونون معاً عندما تبدد أيامكم أجنحة الموت البيضاء.. أحبوا بعضكم بعضاً، ولكن لا تقيدوا المحبة بالقيود.. قفوا معاً ولكن لا يقرب أحدكم من الآخر كثيراً: لأن عمودي الهيكل يقفان منفصلين، والسنديانة والسروة لا تنمو الواحدة منهما في ظل رفيقتها". وفي الأبناء، يقول: أولادكم ليسوا أولاداً لكم. إنهم أبناء وبنات الحياة المشتاقة إلى نفسها، بكم يأتون إلى العالم ولكن ليس منكم. ومع أنهم يعيشون معكم فهم ليسوا ملكاً لكم". وفي العمل: "قد طالما أُخبرتم أن العمل لعنة، والشغل نكبة ومصيبة. أما أنا فأقول لكم إنكم بالعمل تحققون جزءاً من حلم الأرض البعيد، جزءاً خصص لكم عند ميلاد ذلك الحلم. فإذا واظبتم على العمل النافع تفتحون قلوبكم بالحقيقة لمحبة الحياة. لأن من أحب الحياة بالعمل النافع تفتح له الحياة أعماقها، وتدنيه من أبعد أسرارها".......
في عام 1931، كتب جبران بخصوص «النبي»: «شغل هذا الكتاب الصغير كل حياتي. كنت أريد أن أتأكد بشكل مطلق من أن كل كلمة كانت حقاً أفضل ما أستطيع تقديمه». لم تذهب جهوده عبثاً: بعد سبعين سنة على وفاته، ما يزال يتداوله ملايين القراء في أنحاء العالم.
بقي جبران على علاقة وطيدة مع ماري هاسكال، فيما كان يراسل أيضا الأديبة مي زيادة التي أرسلت له عام 1912 رسالة معربة عن إعجابها بكتابه «الأجنحة المتكسرة». وقد دامت مراسلتهما حتى وفاته رغم أنهما لم يلتقيا أبدا.

## الترجمات العربية للكتاب
ترجم كتاب النبي عدة كتاب من بينهم أنطونيوس بشير وميخائيل نعيمة وهنري زغيب وهي كالتالي:
- النبي، ترجمة: أنطونيوس بشير
- النبي، ترجمة: ميخائيل نعيمة
- النبي، ترجمة: هنري زغيب، دار سائر المشرق، 2023

## الرواية إلى فيلم
أُنْتِجَ فيلم يحمل نفس اسم الرواية عام 2014 من سيناريو وإخراج روجر أليرس وتمثيل ليام نيسون وسلمى حايك.

## وصلات خارجية
- النبي على موقع الموسوعة البريطانية (الإنجليزية)
- آراء القراء على موقع أبجد حول رواية النبي